# Igor Gojić
Igor Gojić (30. srpnja 1984.), hrvatski reprezentativni kajakaš i kanuist. Član je Kanu kluba Končar iz Zagreba.
2019. godine je skupa s Lukom Obadićem i Ivanom Tolićem osvojio je brončanu medalju u disciplini 3xC-1 (kanu jednosjed) sprint na Svjetskom prvenstvu u kajaku i kanuu na divljim vodama u španjolskom Seu d'Urgellu.